# Elysius conjunctus
Elysius conjunctus là một loài bướm đêm thuộc phân họ Arctiinae, họ Erebidae.